# 헬 카운트
《헬 카운트》(영어: The Cellar)는 아일랜드에서 제작된 브렌던 멀다우니 감독의 2022년 초자연 공포 영화이다. 얼리샤 커스버트, 오언 매컨 등이 출연하였다.

## 줄거리
브라이언과 키라 부부는 오래된 집으로 이사를 한다. 10대 딸 엘리, 초등학생 아들 스티븐은 브라이언과 키라가 일로 집을 비운 사이 지하실에서 각종 공식, 상징 등이 가득한 숨겨진 방을 발견하고, 한 남자가 공식을 읊고 숫자를 세어나가는 녹음을 재생해본다. 후에 밤 늦게 정전이 되자 엘리는 계단을 세며 두꺼비집이 있는 지하실로 내려가다가 실종된다.
키라는 상징들이 "레비아탄"으로 읽히고 공식들은 복잡한 차원(들)의 표현임을 알게 된다. 실종된 전 주인 존 페더스턴의 딸을 만난 키라는 존이 아들 잭을 살리기 위해 레비아탄이 인간 세계에 접촉할 수 있도록 길을 열어주었으나 레비아탄은 잭을 살리는 대신 집 전체를 장악했다는 얘기를 듣는다. 한편 브라이언은 문에 있는 상징들을 레이바탄과 결합하면 "바포메트"가 된다는 걸 발견한다.
스티븐과 브라이언이 숫자를 거꾸로 세다가 1에 이르자 바포메트가 나타나고, 키라는 도망을 치려고 지하실 문을 열었다가 이세계에 도달한다. 이곳에서는 수많은 사람들이 숫자를 세고 있으며, 키라는 그 사이에서 엘리를 발견한다.
키라는 엘리를 데리고 집으로 돌아오지만 자신들이 여전히 악령들의 차원에 갇혀있다는 걸 알게 된다. 키라를 포함한 가족들은 다 함께 숫자를 세기 시작한다.

## 출연
- 얼리샤 커스버트 - 키라 우즈 역
- 오언 매컨 - 브라이언 우즈 역